# Coupe anglo-galloise de rugby à XV 2009-2010
Navigation
EDF Energy Cup 2008-2009 LV= Cup 2010-2011
La coupe anglo-galloise oppose pour la saison 2009-2010 les douze équipes anglaises de la Guinness Premiership et les quatre provinces galloises de la Celtic League. La coupe porte le nouveau nom de LV= Cup car la compagnie d'assurance LV=, qui a signé un contrat de deux ans avec la Fédération anglaise de rugby à XV et la fédération galloise, est le nouveau sponsor de la compétition et remplace EDF.
La compétition débute le 5 novembre 2009 par une phase de poules pour s'achever par une finale prévue le 21 mars 2010 au stade de Twickenham. Le déroulement de la première phase de poules est remanié pour cette édition. Les affrontements ne font plus au sein d'un même groupe mais de manière inter-groupe. Chaque équipe de la poule 1 (respectivement 2), affronte une fois toutes les équipes de la poule 4 (respectivement 3). Les équipes arrivées premières de chaque poule sont qualifiées pour la phase de playoff avec des demi-finales et une finale au Sixways Stadium à Worcester pour l'attribution du titre.
La compétition est remportée par les Northampton Saints qui battent Gloucester en finale sur le score de 30-24.

## Liste des équipes en compétition
La compétition oppose pour la saison 2009-2010 les douze équipes anglaises de la Guinness Premiership et les quatre provinces galloises de la Celtic League :
| - Bath Rugby - Cardiff Blues - Dragons - Gloucester | - Harlequins - Llanelli Scarlets - Leeds Carnegie - Leicester Tigers | - London Irish - London Wasps - Ospreys - Newcastle Falcons | - Northampton Saints - Sale Sharks - Saracens - Worcester Warriors |

## Phase de poule

### Détail des matchs

#### 1rejournée
| 5 novembre | Liberty Stadium     | Ospreys        | 17 - 19 | Northampton Saints |
| 6 novembre | Rodney Parade       | Dragons        | 20 - 9  | Sale Sharks        |
| 7 novembre | Sixways Stadium     | Worcester      | 32 - 6  | Newcastle Falcons  |
| 8 novembre | The Stoop           | Harlequins     | 15 - 15 | Llanelli Scarlets  |
| 8 novembre | Kingsholm Stadium   | Gloucester     | 25 - 26 | Cardiff Blues      |
| 8 novembre | Headingley Carnegie | Leeds Carnegie | 28 - 17 | Leicester Tigers   |
| 8 novembre | Madejski Stadium    | London Irish   | 20 - 24 | London Wasps       |
| 8 novembre | Vicarage Road       | Saracens       | 30 - 22 | Bath Rugby         |

#### 2ejournée
| 13 novembre | Edgeley Park          | Sale Sharks        | 27 - 3  | Leeds Carnegie |
| 14 novembre | The Recreation Ground | Bath Rugby         | 21 - 11 | Ospreys        |
| 14 novembre | Franklin's Gardens    | Northampton Saints | 19 - 3  | Saracens       |
| 14 novembre | Welford Road          | Leicester Tigers   | 29 - 20 | Dragons        |
| 14 novembre | Parc y Scarlets       | Llanelli Scarlets  | 32 - 17 | Worcester      |
| 15 novembre | Cardiff City Stadium  | Cardiff Blues      | 11 - 12 | London Irish   |
| 15 novembre | Adams Park            | London Wasps       | 21 - 14 | Gloucester     |
| 15 novembre | Kingston Park         | Newcastle Falcons  | 8 - 19  | Harlequins     |

#### 3ejournée
| 29 janvier | Rodney Parade        | Dragons          | 40 - 19 | Ospreys            |
| 29 janvier | Headingley Carnegie  | Leeds Carnegie   | 5 - 28  | Saracens           |
| 29 janvier | Welford Road         | Leicester Tigers | 27 - 11 | Bath               |
| 29 janvier | Edgeley Park         | Sale Sharks      | 14 - 20 | Northampton Saints |
| 30 janvier | Kingsholm Stadium    | Gloucester       | 17 - 5  | Worcester          |
| 30 janvier | Adams Park           | London Wasps     | 13 - 18 | Llanelli Scarlets  |
| 31 janvier | Cardiff City Stadium | Cardiff Blues    | 45 - 24 | Newcastle Falcons  |
| 31 janvier | Madejski Stadium     | London Irish     | 13 - 16 | Harlequins         |

#### 4ejournée
| 4 février | Liberty Stadium    | Ospreys            | 21 - 17 | Leeds Carnegie   |
| 6 février | Recreation Ground  | Bath               | 40 - 7  | Sale Sharks      |
| 6 février | Franklin's Gardens | Northampton Saints | 23 - 11 | Leicester Tigers |
| 6 février | Parc y Scarlets    | Llanelli Scarlets  | 23 - 38 | Cardiff Blues    |
| 6 février | Sixways Stadium    | Worcester          | 19 - 9  | London Irish     |
| 7 février | The Stoop          | Harlequins         | 29 - 31 | Gloucester       |
| 7 février | Kingston Park      | Newcastle Falcons  | 3 - 9   | London Wasps     |
| 7 février | Vicarage Road      | Saracens           | 22 - 23 | Dragons          |

### Classement des poules
Poule 1
| Rang | Équipe           | J | V | N | D | Em | Ee | Bo | Bd | Pm | Pe | Diff | Pts |
| ---- | ---------------- | - | - | - | - | -- | -- | -- | -- | -- | -- | ---- | --- |
| 1    | Saracens         | 4 | 2 | 0 | 2 | 7  | 8  | 1  | 1  | 83 | 69 | +14  | 10  |
| 2    | Leicester Tigers | 4 | 2 | 0 | 2 | 10 | 9  | 1  | 0  | 84 | 82 | +2   | 9   |
| 3    | Sale Sharks      | 4 | 1 | 0 | 3 | 7  | 10 | 1  | 1  | 57 | 83 | -26  | 6   |
| 4    | Ospreys          | 4 | 1 | 0 | 3 | 9  | 8  | 0  | 1  | 68 | 97 | -29  | 5   |

Poule 2
| Rang | Équipe            | J | V | N | D | Em | Ee | Bo | Bd | Pm | Pe  | Diff | Pts |
| ---- | ----------------- | - | - | - | - | -- | -- | -- | -- | -- | --- | ---- | --- |
| 1    | Gloucester RFC    | 4 | 2 | 0 | 2 | 11 | 8  | 1  | 2  | 87 | 81  | +6   | 11  |
| 2    | Llanelli RFC      | 4 | 1 | 1 | 2 | 9  | 11 | 1  | 0  | 88 | 83  | +5   | 7   |
| 3    | London Irish      | 4 | 1 | 0 | 3 | 4  | 5  | 0  | 2  | 54 | 70  | -16  | 6   |
| 4    | Newcastle Falcons | 4 | 0 | 0 | 4 | 5  | 11 | 1  | 1  | 41 | 105 | -64  | 2   |

Poule 3
| Rang | Équipe             | J | V | N | D | Em | Ee | Bo | Bd | Pm  | Pe | Diff | Pts |
| ---- | ------------------ | - | - | - | - | -- | -- | -- | -- | --- | -- | ---- | --- |
| 1    | Cardiff Blues T    | 4 | 3 | 0 | 1 | 14 | 9  | 2  | 1  | 120 | 84 | +36  | 15  |
| 2    | Wasps RFC          | 4 | 3 | 0 | 1 | 6  | 4  | 0  | 1  | 67  | 55 | +12  | 13  |
| 3    | Harlequins         | 4 | 2 | 1 | 1 | 7  | 10 | 0  | 1  | 79  | 67 | +12  | 11  |
| 4    | Worcester Warriors | 4 | 2 | 0 | 2 | 8  | 6  | 1  | 0  | 73  | 64 | +9   | 9   |

Poule 4
| Rang | Équipe             | J | V | N | D | Em | Ee | Bo | Bd | Pm  | Pe | Diff | Pts |
| ---- | ------------------ | - | - | - | - | -- | -- | -- | -- | --- | -- | ---- | --- |
| 1    | Northampton Saints | 4 | 4 | 0 | 0 | 7  | 5  | 0  | 0  | 81  | 45 | +36  | 16  |
| 2    | Newport RFC        | 4 | 3 | 0 | 1 | 10 | 7  | 0  | 0  | 103 | 79 | +24  | 12  |
| 3    | Bath Rugby         | 4 | 2 | 0 | 2 | 12 | 8  | 1  | 0  | 94  | 75 | +19  | 9   |
| 4    | Leeds Carnegie     | 4 | 1 | 0 | 3 | 6  | 13 | 0  | 1  | 53  | 93 | -40  | 5   |

Notations et règles de classement
|  | Qualifiés pour la phase finale (no 1 de chaque poule). |
|  | T : Tenant du titre 2009 Joués : matchs joués • V : victoires • N : matchs nuls • D : défaites • EM : essais marqués • EE : essais encaissés • BO : bonus offensif • BD : bonus défensif • PM : points marqués • PE : points encaissés • Diff : Différence de points • Points : points |

Attribution des points : victoire sur tapis vert : 5, victoire : 4, match nul : 2, défaite : 0, forfait : -2 ; plus les bonus (offensif : au moins 4 essais marqués ; défensif : défaite par 7 points d'écart ou moins).
Règles de classement : ?

## Phase finale

### Tableau
|  | Demi-finales                         | Demi-finales                         |            |    | Finale                          | Finale                          |
|  | Demi-finales                         | Demi-finales                         |            |    | Finale                          | Finale                          |
|  |                                      |                                      |            |    |                                 |                                 |
|  | 14 mars 2010 au Cardiff City Stadium | 14 mars 2010 au Cardiff City Stadium |            |    | 21 mars 2010 au Sixways Stadium | 21 mars 2010 au Sixways Stadium |
|  | 14 mars 2010 au Cardiff City Stadium | 14 mars 2010 au Cardiff City Stadium |            |    | 21 mars 2010 au Sixways Stadium | 21 mars 2010 au Sixways Stadium |
|  | Cardiff Blues                        | 18                                   |            |    | 21 mars 2010 au Sixways Stadium | 21 mars 2010 au Sixways Stadium |
|  | Cardiff Blues                        | 18                                   |            |    | 21 mars 2010 au Sixways Stadium | 21 mars 2010 au Sixways Stadium |
|  | Gloucester                           | 29                                   |            |    | 21 mars 2010 au Sixways Stadium | 21 mars 2010 au Sixways Stadium |
|  | Gloucester                           | 29                                   | Gloucester | 24 |                                 |                                 |
|  | 14 mars 2010 au Franklin's Gardens   |                                      | Gloucester | 24 |                                 |                                 |
|  |                                      | Northampton Saints                   | 30         |    |                                 |                                 |
|  | Northampton Saints                   | Northampton Saints                   | 30         | 31 |                                 |                                 |
|  | Northampton Saints                   |                                      |            | 31 |                                 |                                 |
|  | Saracens                             | 20                                   |            |    |                                 |                                 |
|  | Saracens                             | 20                                   |            |    |                                 |                                 |

### Demi-finales
| 1er mai 2010 | Cardiff Blues                                                                 | 18 - 29 (10 - 10) | Gloucester                                                                               | Cardiff City Stadium, Cardiff 8 378 spectateurs Arbitre : George Clancy |
| 1er mai 2010 | Essai(s) : Laulala, Sweeney Transformation(s) : Blair 2 Pénalité(s) : Blair 2 |                   | Essai(s) : Burns, Simpson-Daniel 3 Transformation(s) : Robinson 3 Pénalité(s) : Robinson | Cardiff City Stadium, Cardiff 8 378 spectateurs Arbitre : George Clancy |
| 1er mai 2010 |                                                                               |                   |                                                                                          | Cardiff City Stadium, Cardiff 8 378 spectateurs Arbitre : George Clancy |

| 14 mars 2010 | Northampton Saints                                                                            | 31 - 20 (14 - 12) | Saracens                                           | Franklin's Gardens, Northampton 13 500 spectateurs Arbitre : Romain Poite |
| 14 mars 2010 | Essai(s) : Dowson, Mujati, Diggin, Best Transformation(s) : Geraghty Pénalité(s) : Geraghty 3 |                   | Essai(s) : Melck Pénalité(s) : Hougaard 4, Jackson | Franklin's Gardens, Northampton 13 500 spectateurs Arbitre : Romain Poite |
| 14 mars 2010 |                                                                                               |                   |                                                    | Franklin's Gardens, Northampton 13 500 spectateurs Arbitre : Romain Poite |

### Finale
| 21 mars 2010 | Gloucester                                                                               | 24 - 30 (14 - 20) | Northampton Saints                                                                       | Sixways Stadium, Worcester 12 024 spectateurs Arbitre : Alan Lewis |
| 21 mars 2010 | Essai(s) : Qera, essai de pénalité Transformation(s) : Robinson Pénalité(s) : Robinson 4 |                   | Essai(s) : Tonga'uiha, Downey, Dickson Transformation(s) : Myler 3 Pénalité(s) : Myler 3 | Sixways Stadium, Worcester 12 024 spectateurs Arbitre : Alan Lewis |
| 21 mars 2010 |                                                                                          |                   |                                                                                          | Sixways Stadium, Worcester 12 024 spectateurs Arbitre : Alan Lewis |